# C11orf74
C11orf74 (англ. Chromosome 11 open reading frame 74) – білок, який кодується однойменним геном, розташованим у людей на 11-й хромосомі. Довжина поліпептидного ланцюга білка становить 221 амінокислот, а молекулярна маса — 25 407.
| 10         |  | 20         |  | 30         |  | 40         |  | 50         |
| ---------- |  | ---------- |  | ---------- |  | ---------- |  | ---------- |
| MSAHMSGLEI |  | MDEDQLIKDV |  | LDKFLNCHEQ |  | TYDEEFLNTF |  | THLSQEDHVS |
| KRGVFGTDSS |  | ENIFTSAKVT |  | HKNEADDYHL |  | RNKTIFLRTS |  | SQCLEEQVDN |
| FLDLEDLDMD |  | EEIKPQMSED |  | LLLLPGEVEQ |  | DVSTSIPSCI |  | PFVAQPPTCE |
| VKPKPSVKRM |  | DKQTEEILGD |  | EVQLFSLDEE |  | FDYDNVMLTS |  | KFSPAEIENI |
| KELCKQQKRK |  | DTSPDLEKSC |  | D          |  |            |  |            |

A: Аланін

C: Цистеїн

D: Аспарагінова кислота

E: Глутамінова кислота

F: Фенілаланін

G: Гліцин

H: Гістидин

I: Ізолейцин

K: Лізин

L: Лейцин

M: Метіонін

N: Аспарагін

P: Пролін

Q: Глутамін

R: Аргінін

S: Серин

T: Треонін

V: Валін

Кодований геном білок за функцією належить до фосфопротеїнів. 
Задіяний у такому біологічному процесі, як альтернативний сплайсинг. 